# Agnesiotis pilosula
Espèce
Agnesiotis pilosula est une espèce d'insectes Coléoptères.